# Шишков, Лев Николаевич
Лев Николаевич Шишков (род. 17 сентября / 19 марта 1933, Скопин, Московская область, ныне — Рязанская область, СССР) — советский футболист, защитник.
Воспитанник подмосковного футбола. В классе «А» чемпионата СССР выступал за ленинградские команды «Трудовые резервы» (1954—1956), «Зенит» (1957—1961), «Динамо» (1962). Также играл в «Шахтёре» Караганда (1963) и «Таврии» Симферополь (1964).